# 2099 Öpik

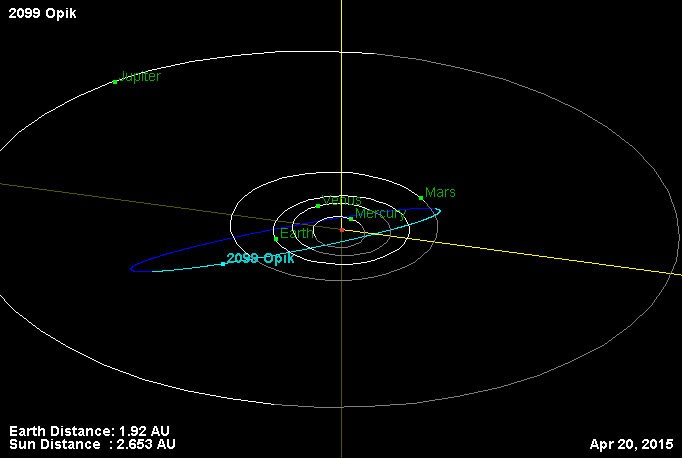
2099 Öpik

2099 Öpik là một tiểu hành tinh đi qua Sao Hỏa, được đặt theo tên nhà thiên văn học Estonia Ernst Julius Öpik.

## Dữ liệu quỹ đạo
Epoch J2000.0
- semimajor axis: 2.303 AU
- periapsis 1.470 AU
- apoapsis 2.002 AU
- eccentricity: 0.362
- inclination of orbit: 26.957 degree
- longitude of the periapsis: 159.079 degree
- longitude of ascending node: 218.993 degree